# НКТБ Пьезоприбор
НКТБ Пьезоприбор — научное конструкторско-технологическое бюро «Пьезоприбор» в составе Южного федерального университета, крупнейшее в стране научно-производственное предприятие пьезоэлектрического приборостроения. На базе НКТБ «Пьезоприбор» создан Факультет высоких технологий ЮФУ.

## История
Инициатором создания конструкторского бюро «Пьезоприбор» стал в конце 60-х годов руководитель отдела «Пьезокерамика» и хоздоговорной лаборатории РГУ «Пьезоэлектрические преобразователи» Олег Павлович Крамаров. 
Его созданию предшествовал длительный период развития в Южном федеральном университете исследований в области физики и технологии сегнето- и пьезоэлектриков, опытно-конструкторских и технологических работ по пьезоэлектрическому приборостроению.

## «Пьезоприбор» и ЮФУ
К проведению фундаментальных и прикладных исследований выполняемых в НКТБ «Пьезоприбор» привлекаются студенты факультета Высоких Технологий Южного федерального университета.

## Награды НКТБ «Пьезоприбор»
- 2002 — Лауреат конкурсной программы Международной специализированной выставки «INTERMATIC – 2002»[2].
- 2002 — Первый призёр международной выставки высокотехнологичной инновационной продукции в Китае «Российские инновационные проекты»[2].
- 2003 — Золотая медаль «Гарантия качества и безопасности» Госстандарта РФ, присуждена на II Московском международном промышленном форуме[2].